# 137-ма піхотна дивізія (Третій Рейх)
137-ма піхотна дивізія (Третій Рейх) (нім. 137. Infanterie-Division) — піхотна дивізія Вермахту за часів Другої світової війни. 3 листопада 1943 після розгрому в боях на Східному фронті переформована на корпусну групу «E».

## Історія
137-ма піхотна дивізія була сформована 10 жовтня 1940 року у навчальному центрі Доллершейм (нім. Trüppenübungsplatz Döllersheim) в Нижній Австрії під час 11-ї хвилі мобілізації Вермахту.

## Райони бойових дій
- Німеччина (жовтень 1940 — березень 1941);
- Генеральна губернія (березень — червень 1941);
- СРСР (центральний напрямок) (червень 1941 — листопад 1943).

## Командування

### Командири
- генерал-лейтенант Фрідріх Бергманн (нім. Friedrich Bergmann) (8 жовтня 1940 — 21 грудня 1941)[1]
- оберст Зігфрід Гайне (нім. Siegfried Heine) (21-28 грудня 1941)
- оберст Курт Муль (нім. Kurt Muhl) (28 грудня 1941 — 5 січня 1942)
- генерал-майор Ганс Камеке (нім. Hans Kamecke) (5 січня — 5 лютого 1942)
- оберст Зігфрід Гайне (нім. Siegfried Heine) (5-12 лютого 1942)
- генерал-лейтенант, доктор Карл Рюдігер (нім. Karl Rüdiger) (12-25 лютого 1942)
- оберст Пауль Мальманн (нім. Paul Mahlmann) (25 лютого — 1 червня 1942)
- генерал-майор, з 1 січня 1943 генерал-лейтенант Ганс Камеке (1 червня 1942 — 15 жовтня 1943);
- генерал-майор Егон фон Найндорфф (нім. Egon von Neindorff) (20 жовтня — 2 листопада 1943).

## Нагороджені дивізії
Нагороджені дивізії
|  | Кавалери Золотого Німецького Хреста                                                                        | 34                                                   |
|  | Кавалери Лицарського хреста Залізного хреста з Дубовим листям                                              | 1 (№ 63 обер-лейтенант Карл-Гайнц Ноак — 16.01.1942) |
|  | Кавалери Лицарського хреста Залізного хреста                                                               | 8                                                    |
|  | Кавалери Почесної відзнаки Сухопутних військ «Почесна застібка на орденську стрічку для Сухопутних військ» | 11                                                   |

- Нагороджені Сертифікатом Пошани Головнокомандувача Сухопутних військ (4)